# Parachilia melanocala
Parachilia melanocala är en skalbaggsart som beskrevs av Hermann Burmeister 1842. Parachilia melanocala ingår i släktet Parachilia och familjen Cetoniidae. Inga underarter finns listade i Catalogue of Life.